# 해리 콜린스

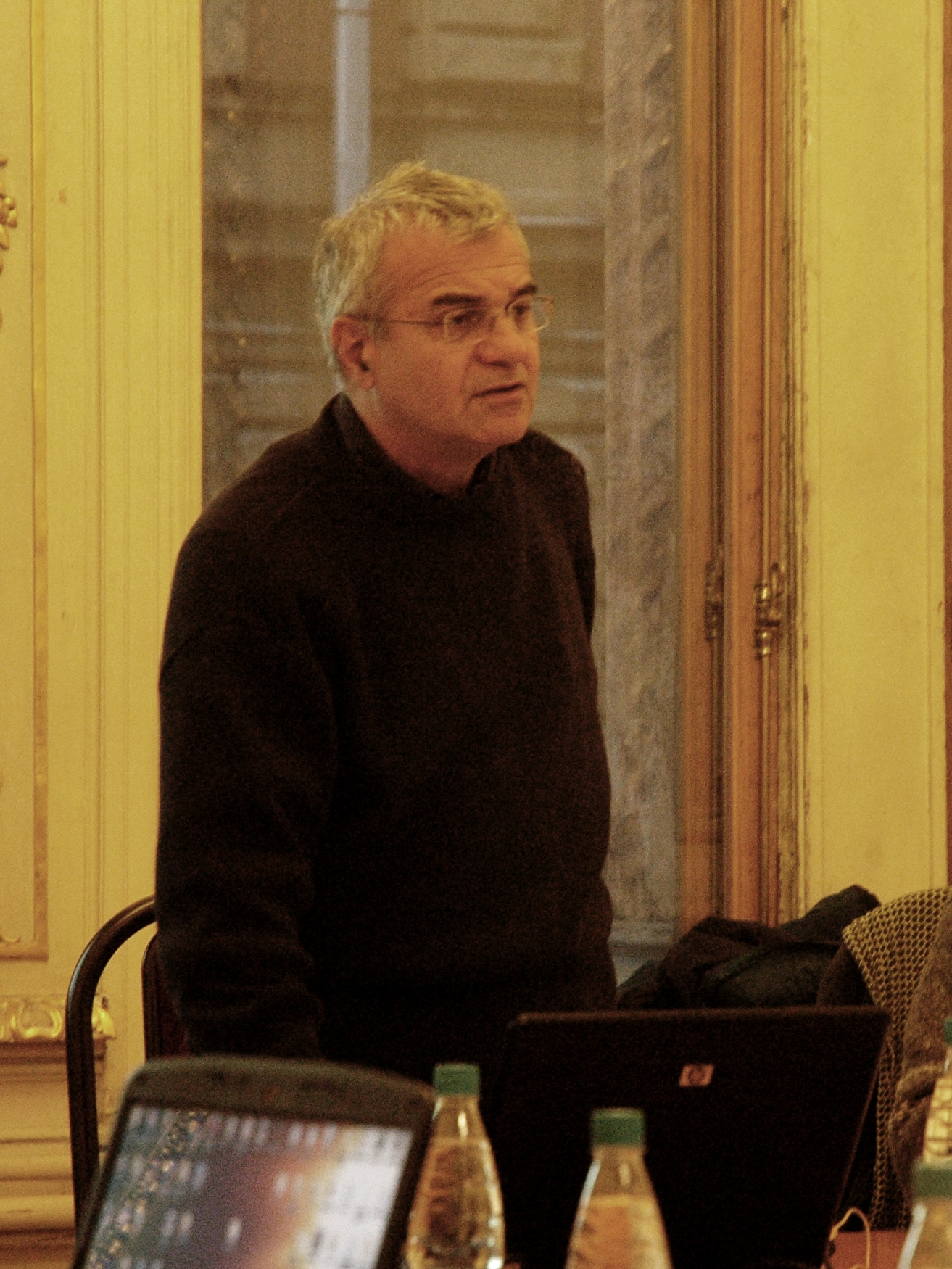

해리 콜린스(Harry Collins, 1943년 6월 13일 ~ )는 웨일즈 카디프 대학교 사회 과학 학교의 영국 과학 사회학자이다. 2012년에 그는 영국 학사원의 회원으로 선출되었다.
배스 대학에서 콜린스 교수 는 과학 지식의 사회학에 대한 배스 학파 접근 방식을 개발했다.
철학자 루트비히 비트겐슈타인 (Ludwig Wittgenstein)에서 파생된 "언어 게임(Language Game)"과 "생명의 형태(Forms of Life)" 개념에서 그는 과학자들이 실험과 과학적 실습을 수행할 때 규칙과 패턴을 따르는 방법에 대한 설명을 추구한다.
중력파 물리학의 사회학에 대해 30년 넘게 저술했다.  그는 중력파에 대한 탐색을 추적했으며 과학적 데이터가 해석적 유연성의 대상이 될 수 있는 방법과 사회적 또는 '비과학적' 수단이 때때로 과학적 논쟁을 종결하는 데 어떻게 사용될 수 있는지 보여주었다.
실천과 문화로서의 과학( Science as Practice and Culture )의 기사에서 행위자-네트워크 이론 (ANT) 접근 방식이 초기 과학 이론이 보유하고 있던 실증주의 및 현실주의적 입장으로 한 단계 후퇴했다고 주장한다.
"과학 연구의 제3의 물결", 특히 상호작용적 전문성이라는 개념에 대한 연구를 발표했다. 이는 과학적 의사결정에 대한 정당성, 확장 및 대중의 참여에 대한 문제를 해결하는 것을 목표로 한다.